# 格桑·卡纳法尼
格桑·法耶兹·卡纳法尼（阿拉伯语：غسان فايز كنفاني，1936年4月8日—1972年7月8日），巴勒斯坦作家、政治人物，被认为是他那一代的主要小说家之一，也是阿拉伯世界最重要的巴勒斯坦作家之一。他的作品已被翻译成17种以上的语言。
卡纳法尼于1936年出生于巴勒斯坦托管地的阿卡。1948年第一次中东战争爆发后，他与家人被迫逃离家乡。卡纳法尼后来回忆起他在12岁时目睹他的家人放下武器、成为难民时所感受到的强烈耻辱。他们一家后来定居在叙利亚的大马士革。从学校毕业后，他成为了难民营中的一名教师，他的学生都是当时流离失所的巴勒斯坦儿童。他从那时起开始撰写短篇小说，以帮助他的学生了解他们的处境。1952年，他开始在大马士革大学攻读阿拉伯文学学位。期间，他经乔治·哈巴什介绍加入阿拉伯民族主义运动（简称“阿民运”）并开始从事政治活动。在完成学位之前，他因为参加阿民运而被学校开除。后来他先后搬到科威特与贝鲁特，并开始研究马克思主义。
1961年，卡纳法尼与丹麦教育家、儿童权利活动家安妮·霍沃（Anni Høver）结婚，并育有两个孩子。那时的他是一名编辑，为许多阿拉伯报刊杂志撰写文章。他于1963年发表的小说《阳光下的人们》广受好评，象征着他第一阶段的悲观主义。1967年第三次中东战争爆发后他的态度则转变为积极抗争。那一年，他加入了解放巴勒斯坦人民阵线（简称“人阵”）并出任发言人一职。1969年，他起草了一份人阵纲领，正式倡导马克思列宁主义，标志着人阵从泛阿拉伯民族主义到巴勒斯坦革命斗争的转向。
1972年，当时在贝鲁特的卡纳法尼与他17岁的侄女拉米斯·纳吉姆被一枚由以色列摩萨德安放在他车上的炸弹杀害。以色列声称这是对当年人阵参与策划的卢德国际机场扫射事件的回应，不过以色列方面可能很久之前就已经计划好了针对卡纳法尼的暗杀行动。